# Ludwig Vinzenz Fischer

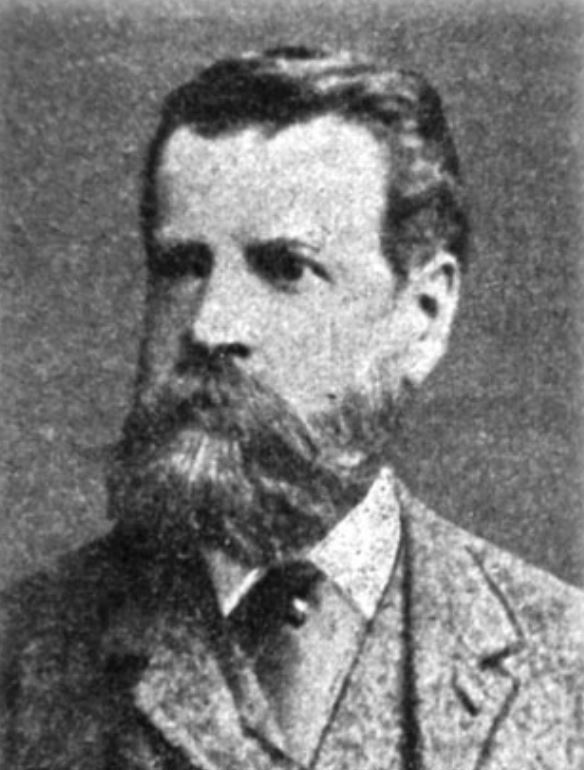
Ludwig Vinzenz Fischer

Ludwig Vinzenz Fischer (n. 22 ianuarie 1845, Reșița – d. 15 decembrie 1890, Kröllwitz/Halle (Saale)) a fost un scriitor de limba germană și traducător originar din Banat.
În 1870 s-a mutat în Austria, unde a făcut traduceri din limba română în germană. A tradus în limba germană din marii poeți români (Vasile Alecsandri, George Coșbuc, Mihai Eminescu).
A colaborat la revista Romänische Revue, editată de Corneliu Diaconovici la Budapesta, Reșita și Viena care i-a publicat traducerile din „Miorița”, „Meșterul Manole”, și „Poezii poporale. Balade” ale lui Alecsandri.
Poezia Luceafărul de Mihai Eminescu a apărut în traducerea lui Ludwig Vinzenz Fischer în 1889 sub titlul „Morgenstern”. În versiunea sa, poezia are 94 de strofe, (lipsesc strofele 77/98, 82/98, 83/98, 84/98). Rima este încrucișată 1-3/2-4 și se păstrează pe întregul parcurs al poeziei. Este o traducere romantică, sentimentală, în spiritul epocii, preponderent descriptivă neurmând cu fidelitate textul.

## Distincții
În 1888 regele Carol I al României l-a decorat cu Ordinul Bene Merenti cls. I pentru artă și știință, pentru traducerile făcute din folclorul românesc și din operele lui Vasile Alecsandri.